# Венант, Эмиль
Эми́ль Вена́нт (фр. Émile Veinante; 12 июня 1907, Мец, Франция  — 18 ноября 1983, Дюри (департамент Сомма), Франция) — французский футболист и тренер. Выступал на позиции нападающего. Участник 3 чемпионатов мира.

## Карьера

### Клубная
Эмиль Венант  играл во французских клубах «Мец» и «Расинг». Принимал участие в первом чемпионате Франции. В составе «Расинга» становился чемпионом и обладателем кубка Франции.

### В сборной
Дебютировал в сборной Франции 24 февраля 1929 года в товарищеском матче со сборной Венгрии. Входил в состав французской сборной на чемпионатах мира 1930 (1 матч), 1934 (не играл) и 1938 (2 матча, 1 гол) годов.

### Тренерская
Эмиль Венант начал тренерскую карьеру в «Расинге» в 1940 году, в дальнейшем тренировал «Страсбур», который довёл до финала кубка Франции, «Ниццу», «Мец» и «Нант».

## Статистика
| Матчи Венанта за сборную Франции | Матчи Венанта за сборную Франции | Матчи Венанта за сборную Франции | Матчи Венанта за сборную Франции | Матчи Венанта за сборную Франции | Матчи Венанта за сборную Франции | Матчи Венанта за сборную Франции |
| -------------------------------- | -------------------------------- | -------------------------------- | -------------------------------- | -------------------------------- | -------------------------------- | -------------------------------- |
| №                                | Дата                             | Соперник                         | Счёт                             | Голы Венанта                     | Турнир                           |                                  |
| 1                                | 24 февраля 1929                  | Венгрия                          | 3:0                              | -                                | Товарищеский матч                |                                  |
| 2                                | 24 марта 1929                    | Португалия                       | 2:0                              | -                                | Товарищеский матч                |                                  |
| 3                                | 14 апреля 1929                   | Испания                          | 1:8                              | 1                                | Товарищеский матч                |                                  |
| 4                                | 19 июля 1930                     | Чили                             | 0:1                              | -                                | ЧМ—1930                          |                                  |
| 5                                | 29 ноября 1931                   | Нидерланды                       | 3:4                              | 2                                | Товарищеский матч                |                                  |
| 6                                | 20 марта 1932                    | Швейцария                        | 3:3                              | 1                                | Товарищеский матч                |                                  |
| 7                                | 1 мая 1932                       | Бельгия                          | 2:5                              | -                                | Товарищеский матч                |                                  |
| 8                                | 10 июня 1933                     | Чехословакия                     | 0:4                              | -                                | Товарищеский матч                |                                  |
| 9                                | 6 декабря 1933                   | Англия                           | 1:4                              | 1                                | Товарищеский матч                |                                  |
| 10                               | 21 января 1934                   | Бельгия                          | 3:2                              | 1                                | Товарищеский матч                |                                  |
| 11                               | 25 марта 1934                    | Чехословакия                     | 1:2                              | -                                | Товарищеский матч                |                                  |
| 12                               | 14 апреля 1935                   | Бельгия                          | 1:1                              | -                                | Товарищеский матч                |                                  |
| 13                               | 12 января 1936                   | Нидерланды                       | 1:6                              | -                                | Товарищеский матч                |                                  |
| 14                               | 12 октября 1937                  | Швейцария                        | 2:1                              | 2                                | Товарищеский матч                |                                  |
| 15                               | 31 октября 1937                  | Нидерланды                       | 3:2                              | -                                | Товарищеский матч                |                                  |
| 16                               | 5 декабря 1937                   | Италия                           | 0:0                              | -                                | Товарищеский матч                |                                  |
| 17                               | 30 января 1938                   | Бельгия                          | 5:3                              | 2                                | Товарищеский матч                |                                  |
| 18                               | 24 марта 1938                    | Болгария                         | 6:1                              | 1                                | Товарищеский матч                |                                  |
| 19                               | 5 июня 1938                      | Бельгия                          | 3:1                              | 1                                | ЧМ—1938                          |                                  |
| 20                               | 12 июня 1938                     | Италия                           | 1:3                              | -                                | ЧМ—1938                          |                                  |
| 21                               | 4 декабря 1938                   | Италия                           | 0:1                              | -                                | Товарищеский матч                |                                  |
| 22                               | 22 января 1939                   | Польша                           | 4:0                              | 2                                | Товарищеский матч                |                                  |
| 23                               | 21 мая 1939                      | Уэльс                            | 2:1                              | -                                | Товарищеский матч                |                                  |
| 24                               | 28 января 1940                   | Португалия                       | 3:2                              | -                                | Товарищеский матч                |                                  |

Итого: 24 матча / 14 голов; 11 побед, 3 ничьих, 10 поражений.

## Достижения

### В качестве игрока
- Чемпион Франции (1): 1935/36
- Обладатель кубка Франции (2): 1935/36, 1938/39
- Финалист кубка Франции (1): 1929/30

### Тренерские
- Финалист кубка Франции (1): 1946/47